# Лавей, Карла Марица
Карла Марица Лавей (англ. Karla Maritza LaVey, род. 31 июля 1952, Сан-Франциско, Калифорния) — дочь и старший ребёнок Антона Шандора Лавея — верховного жреца и основателя Церкви Сатаны. Радиоведущая, соосновательница и бывшая «верховная жрица» организации своего отца. Позднее стала основательницей и администратором Первой Сатанинской Церкви в Сан-Франциско. Карла Лавей выступала на телевидении, радио, в новостях и журнальных статьях.

## Биография
Карла родилась в Сан-Франциско в семье Антона Лавея и Кэрол Лансинг, росла вместе со своими сестрой (Зина Галатея Лавей) и братом (Сатан Ксеркс Карнаки Лавей). Она была одной из основателей Церкви Сатаны и выступала в качестве публичного представителя Церкви на протяжении сорока лет. В 1999 году она основала Первую Сатанинскую Церковь со своей штаб-квартирой в Сан-Франциско. В 1979 году Карла переехала в Амстердам для надзора за штаб-квартирой Международной Церкви Сатаны, которая выступала в качестве связующего звена для её зарубежных членов.
29 октября 1997 года Антон Шандор Лавей умер. Будучи его близким родственником, 7 ноября 1997 года Карла Лавей провела пресс-конференцию, чтобы объявить о смерти своего отца, на которой было объявлено, что Бланш Бартон и Карла Лавей станут верховными жрицами Церкви Сатаны и будут управлять ей совместно.
Через несколько дней после смерти Лавея, Бланш Бартон представила рукописное завещание, в котором утверждалось, что ЛаВей оставил всё своё имущество, включая Церковь Сатаны, их совместному с Бартон маленькому сыну. 
Карла оспорила это завещание и суд по наследственным делам впоследствии постановил, что завещание недействительно. 31 октября 2001 года было достигнуто судебное соглашение, в котором говорилось, что имущество ЛаВея будет разделено между тремя его детьми: Карлой, Зиной и Ксерксом. В соглашении также было предусмотрено, что Бартон получит корпорацию, известную как «Церковь Сатаны».